# Magdalena Żernicka-Goetz
Magdalena Żernicka-Goetz (ur. 1963) – polsko-brytyjska embriolożka. Jest profesorem rozwoju ssaków i biologii komórek macierzystych na Uniwersytecie w Cambridge oraz wykładowczynią Sidney Sussex College w Cambridge.

## Edukacja
Magdalena Żernicka-Goetz urodziła się w Warszawie. W 1988 r. uzyskała tytuł magistra (summa cum laude) z biologii rozwoju, a w 1993 r. na Wydziale Biologii Uniwersytetu Warszawskiego obroniła doktorat z biologii rozwoju ssaków, pod kierunkiem profesora Andrzeja Tarkowskiego. W latach 1990–1991 pracowała na Uniwersytecie Oksfordzkim pod kierunkiem profesora Chrisa Grahama.

## Kariera
Po ukończeniu studiów, od 1995 roku przez 2 lata pracowała jako adiunkt z profesorem Martinem Evansem, późniejszym laureatem Nagrody Nobla z medycyny, w Wellcome / Cancer Research UK Gurdon Institute w Cambridge. W 1997 założyła niezależny zespół w Gurdon Institute. W latach 1997–2002 była starszym pracownikiem naukowym Instytutu Listera, a następnie starszym pracownikiem naukowym w Wellcome Trust. W 2014 przeniosła swoje laboratorium do Wydziału Fizjologii, Rozwoju i Neurobiologii Uniwersytetu w Cambridge (PDN). W roku 2007 została docentem, a w 2010 profesorem Uniwersytetu w Cambridge, jako pierwsza Polka. W 2007 została wybrana jako członkini European Molecular Biology Organisation (EMBO – obecnie ELSO), w 2013 otrzymała tytuł Fellow of the Academy of Medical Sciences (FMedSci) brytyjskiej Akademii Nauk Medycznych, a w 2016 została członkiem zagranicznym Polskiej Akademii Nauk (Wydział II Nauk Biologicznych i Rolniczych). Jest też członkiem Polskiej Akademii Umiejętności (Wydział IV Przyrodniczy). W kadencji 2016–2020 wchodziła w skład Rady Naukowej Centrum Nowych Technologii Uniwersytetu Warszawskiego.

## Osiągnięcia naukowe
Magdalena Żernicka-Goetz odbywała studia doktoranckie pod kierunkiem profesorów Andrzeja Tarkowskiego w Warszawie i Chrisa Grahama w Oksfordzie, a habilitację pod kierunkiem sir Martina Evansa w Cambridge. Po utworzeniu niezależnego zespołu w 1997, badała mechanizmy regulujące wczesny rozwój ssaków. W tym celu, jako pierwsza użyła interferencji RNA w komórkach ssaków do określenia przeznaczenia danej komórki w embrionie myszy. W tym czasie zaczęła również śledzić pochodzenie i przeznaczenie komórek w preimplantacyjnym embrionie myszy i odkryła, że specjalizacja rozpoczyna się wcześniej, niż oczekiwano. Odkrycie to zostało następnie potwierdzone przez inne zespoły badawcze. Odkryła, że różnicowanie komórki rozpoczyna się od niejednorodności w regulatorach epigenetycznych już w stadium czterokomórkowym, która kieruje kaskadą molekularną ustanawiając polaryzację, pozycję i przeznaczenie komórki.
Późniejsze badania embriogenezy zarówno mysiej, jak i ludzkiej, podczas implantacji i we wczesnych fazach postimplantacyjnych w metodzie in vitro pozwoliły na odkrycie, że przebudowa podczas implantacji jest robiona autonomicznie przez zarodek. Odkryła mechanizm leżący u podstaw przechodzenia pomiędzy stadium blastocysty, a gastruli, który zmienił dotychczasową, podręcznikową wiedzę na ten temat. Zespół Magdaleny Żernickiej-Goetz odkrył, że samoorganizacja poszczególnych części zarodka, bez udziału tkanek matki, i tworzenie w nim kolejnych błon i jamek zachodzi nie na skutek ich zaprogramowanej śmierci (apoptozy), jak dotychczas sądzono, a dzięki polaryzacji komórek. Wykazanie samoorganizacji ludzkich embrionów podczas rozwoju in vitro do 13/14 dnia, fazy gastrulacji, umożliwiło bezprecedensową szansę na badanie ludzkiego rozwoju na etapach wcześniej niedostępnych. Odkrycie to zdobyło tytuł naukowego przełomu roku 2016 w głosowaniu czytelników magazynu „Science”. Wiedza zdobyta podczas pracy nad przejściem od blastocysty do gastruli umożliwiła Magdalenie Żernickiej-Goetz imitowanie tych procesów rozwojowych z różnymi rodzajami komórek macierzystych w metodzie in vitro. Doprowadziło to do pionierskich konstrukcji embrio-podobnych struktur z pluripotencjalnych i multipotencjalnych komórek macierzystych w trójwymiarowym „rusztowaniu” z białek macierzy pozakomórkowej. Te „syntetyczne zarodki” umożliwiają odkrywanie modeli morfogenezy komórek macierzystych w zarodki. Stanowi to duży potencjał do zrozumienia rozwoju komórkowego i dla medycyny regeneracyjnej.
Po odkryciu podczas badań prenatalnych własnej ciąży silnej wady rozwojowej komórek pobranych z łożyska (trisomii chromosomu 2), Magdalena Żernicka-Goetz stworzyła nowy model badawczy i odkryła, że zdrowe komórki mogą wygrywać współzawodnictwo z nieprawidłowymi i to one tworzą tkanki dziecka, a nieprawidłowe mogą wchodzić w skład łożyska. Odkryła także mechanizm takiego zróżnicowania w badaniach prowadzonych na myszach.

## Nagrody i wyróżnienia
- Nagroda Międzynarodowej Fundacji IVI za najlepsze badania podstawowe w medycynie reprodukcyjnej (2017)[3]
- Członek zagraniczny Polskiej Akademii Nauk (2016)[2][10]
- Zwyciężczyni głosowania czytelników na naukowy przełom roku 2016 magazynu „Science”[3]
- Tytuł Fellow of British Academy of Medical Science (2013)
- Nagroda Anne McLaren Memorial Lecture (2008)[3]
- Członkini European Molecular Biology Organisation (2007)
- Nagroda młodego badacza (ang. Young Investigator Award) fundowana przez European Molecular Biology Organisation (2001–2004)[3]
- Tytuł starszego pracownika naukowego Wellcome Trust (2002–2008, 2008–2013 i 2013–2018)[3]
- Tytuł starszego pracownika naukowego Instytutu Listera (1997–2002)[3]
- Stypendium START Fundacji na rzecz Nauki Polskiej (1994)[6][7]
- Nagroda za najlepszą pracę doktorską przyznawana przez polskie Ministerstwo Edukacji (1994)[3]